# Pirátův pramen
Pirátův pramen je hydrogenuhličitanová vápenato-hořečnatá železnatá slabě mineralizovaná kyselka. Pramen se nachází v Pottově údolí v lázeňských lesích nad parkem u Prelátova pramene. Jeho vývěr je jednoduše upravený a v nižších polohách je zachyceno dalších 8 pramenů. 
Dostupnost: Volně přístupný.
Název: Původ názvu pramene není doložen, ale Pottovo údolí, ve kterém se nachází, dostalo jméno podle úšovického obyvatele Hanse Podda (mnohdy psáno Podda), který se zde snažil na počátku 16. století dobývat zlato.

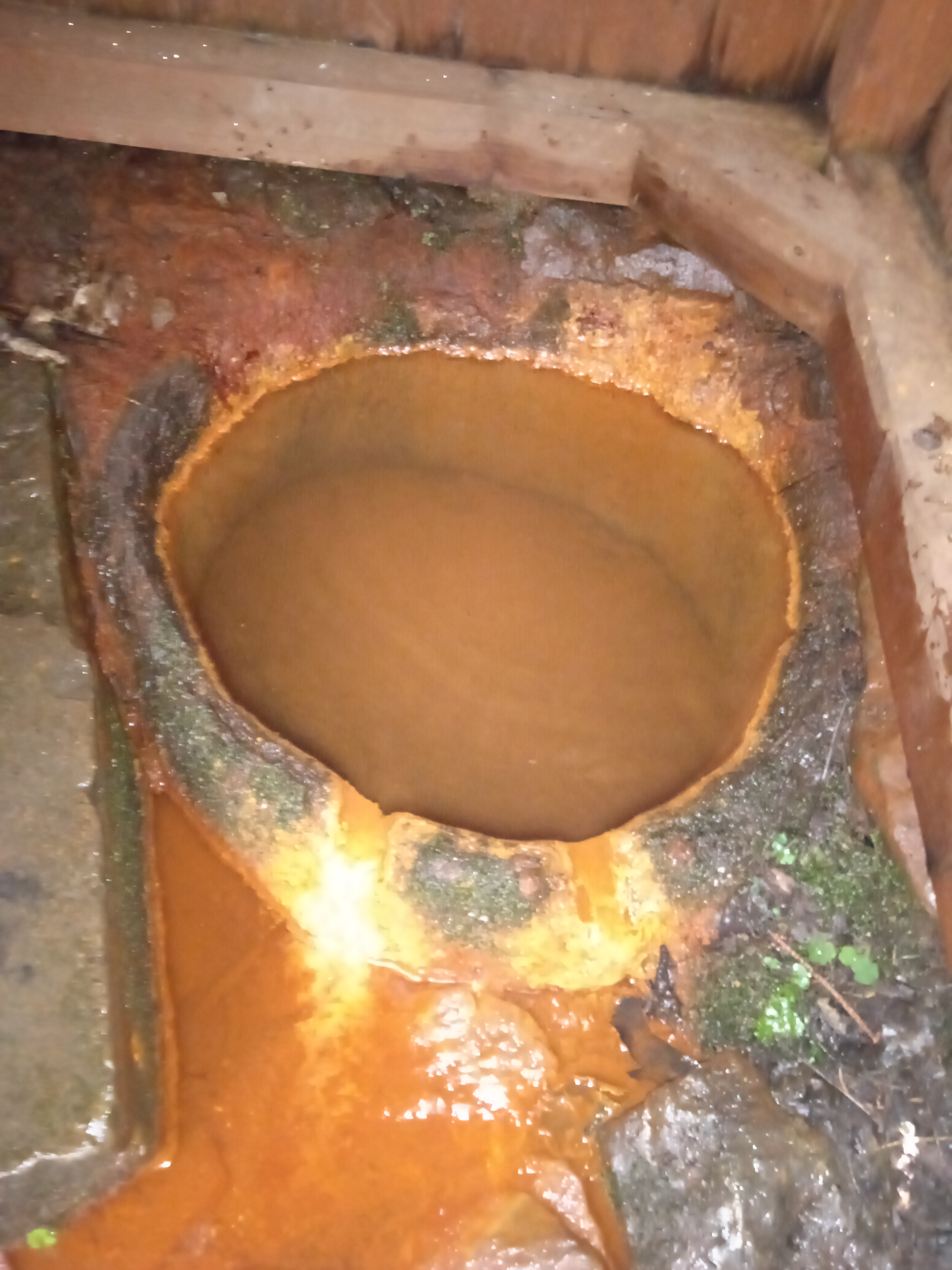
Pohled na vývěr